# Anton Vonbun
Anton Vonbun (* 10. Mai 1799 in Nüziders; † 3. Juni 1864 in Feldkirch) war ein deutscher Jurist und Mitglied der Frankfurter Nationalversammlung.

## Leben
Anton Vonbun studierte die Rechtswissenschaften in Innsbruck. Während seiner Studienzeit wurde er 1821 bei der Burschenschaft bzw. burschenschaftlichen Verbindung Melioratio Innsbruck Mitglied. Aufgrund dieser Mitgliedschaft war er 1822 einen Monat lang in Haft.
Nach seinem Studium war er als Aktuar und Kameralsekretär am Landgericht in Feldkirch tätig.
1848/49 war er als Abgeordneter für den Wahlkreis Tirol und Vorarlsberg (2. Vorarlberg, Feldkirch) im Frankfurter Paulskirchenparlament. Er blieb fraktionslos, war aber Angehöriger des Katholischen Clubs. Er war großdeutsch und demokratisch orientiert und vertrat moderne gesetzliche Richtlinien, besonders die Grundrechte.
Nach 1849 war er pensionierter Bezirkskommissär; ab 1850 Bürgermeister von Feldkirch.